# Chiesa del Santissimo Sacramento (New Rochelle)
La chiesa del Santissimo Sacramento è una parrocchia cattolica situata a New Rochelle, New York, negli Stati Uniti.

## Storia
Fondata nel 1874, l'attuale edificio della chiesa fu costruito nel 1897. La preesistente chiesa di San Matteo fu invece fondata nel 1848. La chiesa del Santissimo Sacramento è elencata come sito storico di New Rochelle.
A partire dal 1998, la chiesa è riferimento religioso di circa 2.000 famiglie, di quattro case di cura locali e ospita il cimitero del Santo Sepolcro.